# Klaudia Kulon
Klaudia Kulon (Koszalin, 13 de marzo de 1992) es una ajedrecista polaca que ostenta el título de Maestra Internacional (MI). Obtuvo el título de Gran Maestra Femenina (WGM) en 2014 y el de MI en 2019.

## Carrera
Kulon empezó a jugar al ajedrez a los 7 años en el club de ajedrez de la Universidad Tecnológica de Koszalin. Desde 2002, ha ganado varias veces el Campeonato Juvenil de Polonia en diferentes categorías de edad. Ganó dos veces el Campeonato Mundial Juvenil de Ajedrez: en 2004, en la categoría de chicas Sub-12, y en 2006, en la de chicas Sub-14. En 2008, fue subcampeona, por detrás de Nazí Paikidze, en el Campeonato de Europa Juvenil de Ajedrez en la sección de chicas Sub-16.
En enero de 2014, Kulon ganó el campeonato polaco femenino de estudiantes en Katowice. En abril, obtuvo la medalla de bronce en el campeonato polaco femenino en Varsovia. Más tarde, ese mismo mes, se proclamó campeona polaca femenina de rápidas en Trzcianka. En agosto, Kulon ganó la sección femenina del Campeonato Mundial Universitario de Ajedrez en Katowice con una puntuación de 8½ puntos sobre 9. Su resultado contribuyó a la medalla de oro de Polonia. En diciembre ganó el IV Memorial de Krystyna Hołuj-Radzikowska en Breslavia. En 2015 Kulon volvió a ganar el campeonato polaco femenino de estudiantes. En marzo de 2017 se hizo con la medalla de plata en el campeonato polaco femenino.

### Competiciones por equipos
Kulon jugó con Polonia en el Campeonato de Europa femenino Sub-18 de ajedrez por Equipos:
- En 2008, ganó el oro por equipos y la plata individual en el primer tablero en el 8º Campeonato de Europa Femenino Sub-18 de Ajedrez por Equipos celebrado en Szeged (+6, =0, -1).

Kulon ha representado a Polonia en el Campeonato de Europa de Ajedrez por Equipos:
- En 2013, en el cuarto tablero (Polonia II) en el 10º Campeonato de Europa de Ajedrez por Equipos (femenino) en Varsovia (+4, =2, -2).

Kulon ha representado a Polonia en las Olimpiadas de Ajedrez en dos ocasiones:
- En 2014, en el cuarto tablero en la 41ª Olimpiada de Ajedrez en Tromsø (+3, =1, -2);
- En 2016, en el cuarto tablero en la 42ª Olimpiada de Ajedrez en Bakú (+8, =2, -1) y ganó la medalla de plata con el equipo polaco.

Klaudia Kulon jugó con Polonia en los Campeonatos del Mundo de Ajedrez por Equipos:
- En 2015, en el tablero de reserva en el Campeonato Mundial Femenino de Ajedrez por Equipos 2015 en Chengdu (+0, =0, -4).